# OKAMURA
株式会社OKAMURA（おかむら）は、日本の総合技術商社。船舶用機器、水力・火力発電用機器の販売から、原子力発電所点検工事用機器の設計・製作・据付に至るまで一貫して業務を行う。

## 沿革
- 1933年（昭和8年）8月 岡村商会設立。三菱重工、川崎汽船などと取引を開始する。
- 1954年（昭和29年）2月 株式会社岡村商会に改称する。
- 2002年（平成14年）4月 磯村産業株式会社から海外向け水処理事業の移管を受ける。
- 2005年（平成17年）4月　US Filter, Wallace & Tiernan Products製品の日本国総代理店となる。
- 2005年（平成17年）11月 東京営業所を開設する。
- 2007年（平成19年）1月 シーメンス・ウォーターテクノロジー社、Wallace & Tiernan Products製品の日本国総代理店となる。
- 2007年（平成19年）12月 神戸テクノ・ロジスティックパークに新工場「ものづくりセンター」を建設。
- 2008年（平成20年）5月 タイに現地法人OKAMURA INDUSTRY (THAILAND) CO., LTD.を設立する。
- 2010年（平成22年）3月 社名を株式会社OKAMURAに改称する。

## 主な事業
- 火力、水力、原子力発電所用機器、宇宙機器、船舶用機器、産業機械用機器の設計、製作、販売、据付、及び修理
- 水処理装置の設計、製作、販売、据付：海水電解式塩素注入装置、食塩電解式塩素注入装置、塩素ガス注入装置、薬品注入装置、UV紫外線殺菌装置、各種計測機器
- 制御、計測、情報処理、通信等に関するシステム・ソフトウェア、機器・部品の開発、製造、販売

## タイの水処理装置販売及びメンテナンス事業
2008年より本格的にタイのウォータービジネスに参入した（主に公的プロジェクト）。主な取引先は，EGAT (Electricity Generating Authority of Thailand)，MWA (Metropolitan Water Authority)，PWA (Provincial Water Authority)。